# 狼湖 (印第安納州)
狼湖（英語：Wolf Lake）是位於美國印地安納州諾布爾縣的一個非建制地區。該地的面積和人口皆未知。

## 地理
狼湖所處的海拔為高於海平面279米（即915英呎），而該地所採用的時區為UTC-5，即北美東部時區（EST）。同時該地設有夏令時間，為UTC-5調快一小時，即UTC-4（EDT）。

## 歷史
狼湖得名自與該地附近同名的湖。位於該地的郵政局自1834年起開始啟用，至今仍然繼續運作。